# 劉定國 (1913年)
劉定國（1913年3月17日—1997年3月14日），本名劉玉雲，苗栗縣人，軍人及政治人物。曾任苗栗縣縣長、臺灣省議員、國大代表。在苗栗地方派系屬於「劉派」中的「小劉派」。

## 生平
劉定國15歲赴日本留學，加入由丘逢甲之子丘念台所創的同鄉讀書會，並隨丘氏前往中國大陸，考入中央陸軍官校（黃埔軍校）就讀。曾參加對日抗戰，戰後回台灣任職保安司令部，並擔任新竹縣防衛司令。
二二八事件時，劉定國被柯遠芬指派為新竹縣防衛指揮官。當劉闊才被捕時，其母循線找到親戚劉定國。劉定國的姊夫邱雲鵠和劉闊才的姊夫邱雲賜是堂兄弟，最後當時不認識劉闊才的劉定國為劉闊才作證。:288最後劉闊才逃過一劫。日後劉定國與劉闊才組成地方派系「劉派」，與黃運金的「黃派」對抗。因劉定國年紀較小，為「小劉派」。
1951年，劉定國參選第一屆苗栗縣長選舉，獲得劉闊才支持。因第一輪無人過半而由前兩名進行第二輪選舉。劉定國雖以63,627票擊敗黃運金的60,814票，於5月1日就職。卻遭黃運金和選民林火旺、黃玉山控告違反《選罷法》「軍人不得競選」當選無效。劉定國因仍具軍人身分，隨後於5月3日被高院判決當選無效。7月8日投票出現投票人數未及一半，最後在7月22日第四次投票中，才選出頭份鎮的賴順生。
1954年，劉定國代表中國國民黨參選第二屆苗栗縣長選舉，獲得當選。唯選後劉定國與劉闊才群聚陽明山的餐廳，席上劉闊才有意指派自己的人馬擔任縣府主任秘書，劉定國卻要接受國民黨部推薦人選，雙方意見不合，拍桌、翻桌接連演出，從此二劉分道揚鑣。:2901957年第三屆苗栗縣長選舉中，劉定國當選連任。
卸任後，在軍人陳大慶出任臺灣省主席後，劉定國出任省府委員。:290
1960年，劉定國當選為台灣省議會第二屆議員。1972年底當選為第一次增額國民大會代表。

## 家族
- 劉定國的姊夫邱雲鵠，為臺北帝國大學醫學博士。[1]:291

## 其他
- 劉定國與黃運金競選苗栗縣長時，因黃運金疑買票，在競選時曾創出一句客家歇曲：「黃運金，拿錢給人食點心，點心食呀忒，選給劉定國」(客家話)